# Henk Kossen
Hendrik Bernardus (Henk) Kossen (* 3. Dezember 1923 in Bolsward, Friesland, Niederlande; † 25. November 2009 in Amsterdam) war ein mennonitischer Pfarrer, Theologe und Professor für Praktische Theologie. Um 1968 war er Mitbegründer des ökumenischen Kirchenrats in den Niederlanden.
Kossen stammte aus einer friesischen Bauernfamilie, die sich traditionell zur mennonitischen Glaubensgemeinschaft bekannte. Die nach dem ebenfalls aus Friesland stammenden ehemals katholischen Priester Menno Simons (1496–1561) benannte Freikirche umfasst heute nur noch eine kleine Minderheit des niederländischen Protestantismus. Besonders in den Provinzen Friesland und Nordholland bestehen noch größere Gemeinden. 
Die niederländischen Mennoniten (früher zum Teil auch Mennisten) teilen mit anderen Mennoniten Prinzipien wie die Bekenntnistaufe, die Ablehnung des Wehrdienstes und des Eides und die Priestertum aller Gläubigen. Im Lebensstil sind viele stark von Enthaltsamkeit und Friedensliebe geprägt. Die Gemeinden in den Niederlanden sind darüber hinaus in ihrer Theologie relativ undogmatisch verfasst. Auch Kossen stand in dieser Traditionslinie und engagierte sich friedensspolitisch für Abrüstung und gegen Atomwaffen. Seine Ablehnung staatlicher Militärausgaben führte so weit, dass er sich weigerte Steuern zu zahlen. Stattdessen ließ er zu, dass Behörden seinen Hausrat versteigerten. Publizistisch hat Kossen sich unter anderem mit Albert Schweitzer und mit der Wissenschaftsauffassung von Eugen Rosenstock-Huessy auseinandergesetzt.